# Galeodes pusillus
Galeodes pusillus es una especie de arácnido  del orden Solifugae de la familia Galeodidae.

## Distribución geográfica
Se encuentra desde Argelia hasta Israel.